# Brad Peacock
Bradley J. Peacock (West Palm Beach, 2 febbraio 1988) è un giocatore di baseball statunitense, lanciatore per i Kansas City Royals della Major League Baseball.

## Carriera
Peacock venne selezionato nel 41º turno del draft MLB 2006 dai Washington Nationals. Debuttò nella MLB il 6 settembre 2011, al Nationals Park di Washington contro i Los Angeles Dodgers. La prima vittoria la ottenne 8 giorni dopo. Il 23 dicembre fu scambiato assieme a Tommy Milone, Derek Norris e A.J. Cole con gli Oakland Athletics per Gio González e Robert Gilliam. Fu spostato nelle minor league, ma non giocò mai nella MLB per gli Athletics.
Dopo la stagione 2012, gli Athletics scambiarono Peacock con gli Houston Astros assieme a Max Stassi e Chris Carter per Jed Lowrie e Fernando Rodriguez. Nel 2017 entrò nella rotazione dei partenti, con la squadra che vinse la propria division con un record di 101-61. In gara 3 delle World Series 2017 contro i Los Angeles Dodgers, Peacock guadagnò la prima salvezza in carriera. Houston batté gli avversari per quattro gare a tre, conquistando il primo titolo in 56 anni di storia. Divenne free agent dopo la conclusione della stagione 2020.
Il 25 giugno 2021, Peacock firmò un contratto di minor league con i Cleveland Indians, con cui giocò 11 partite nella Tripla-A. Il 30 agosto, gli Indians scambiarono Peacock con i Boston Red Sox per una somma in denaro. Chiusa la stagione con 2 partite giocate nella MLB e 13 nella Tripla-A, divenne free agent.
L'8 marzo 2022, Peacock firmò un contratto di minor league con i Kansas City Royals

## Palmarès
- World Series: 1

Houston Astros: 2017